# Parashqevi Simaku
Parashqevi Simaku (* 1. September 1966 in Kavaja) ist eine albanische Sängerin. Sie gewann 1985 und 1988 das Festivali i Këngës.

## Werdegang
Simaku wurde in Kavaja geboren, zog aber später nach Durrës. Bekannt wurde sie als vielfache Teilnehmerin beim traditionsreichen Festivali i Këngës. Dort nahm sie insgesamt neun Mal teil, wobei sie 1985 den Sieg mit dem von Vladimir Kotani und Arben Duka geschriebenen Titel Në moshën e rinisë erlangte. Auch 1988 gewann sie das Festival, diesmal mit einem Lied von Pirro Çako und Agim Doçi. Der Titel war E Duam Lumturinë. 1989 nahm sie das letzte Mal am Wettbewerb teil. In dieser Ära nahm sie auch an Kur vjen pranvera teil, einem anderen Festival.
1992 emigrierte Simaku in die USA. Damit wurde es auch ruhiger um sie. Lediglich 2006 veröffentlichte sie in den Vereinigten Staaten ein Album mit dem Titel Jehone nga Iliria.
Für Aufsehen sorgte im Dezember 2024 ein Nachrichtenbeitrag des amerikanischen Fernsehsenders ABC7, in welchem Simaku von einer Wohltätigkeitsorganisation Utensilien erhielt. Der Bericht, in dem die Sängerin obdachlos in einem Bahnhof in New York gezeigt wurde, erhielt hohe Aufmerksamkeit von der albanisch-amerikanischen Gemeinschaft. Simaku wurde daraufhin vom Geschäftsmann Elton Ilijarni ausfindig gemacht, der ihr einen Platz zum Schlafen anbot. Simaku sei seit der COVID-19-Pandemie obdachlos gewesen.